# Pararhynchocephala rufoscutata
Pararhynchocephala rufoscutata är en skalbaggsart som beskrevs av Leon Fairmaire 1905. Pararhynchocephala rufoscutata ingår i släktet Pararhynchocephala och familjen Cetoniidae. Inga underarter finns listade i Catalogue of Life.